# Narvaförbundet
Narvaförbundet, svensk historisk förening bildad 1974. Narvaförbundet hade dock haft aktiviteter innan dess, 1972 och 1973.
Den huvudsakliga aktiviteten var under många år ceremoniella kransnedläggningar vid Karl XII:s staty i Kungsträdgården på dennes dödsdag den 30 november. Under 1970-talet organiserades firandet tillsammans med Sveriges Nationella Förbund. På grund av störande motdemonstrationer övergick man från 1983 till kransnedläggning vid Karl XII:s grav i Riddarholmskyrkan. När riksmarskalken slutligen upphörde att ge tillstånd till manifestationen ledde detta (parat med medlemskårens höga medelålder) till att föreningen upphörde.
Drivande inom förbundet var under lång tid folkskolläraren och reservofficeren Werner Öhrn, en tid ordförande för Sveriges Nationella Förbund.